# ふるさと懐石 志ぐれ亭
ふるさと懐石 志ぐれ亭（ふるさとかいせき しぐれてい）は、福島県会津地方喜多方市に存在する料理店・旅館である。

## 沿革

### 創業
創業者の志村和子は、同喜多方市の海鮮問屋「やまよ」（現在は仕出しを主とする「株式会社やまよ」）の長女であり、神奈川県に嫁いで後に帰郷し実家で働いていたが、「喜多方温泉　おさらぎの宿」（後に「おさらぎの宿」）の開業にともない初代女将として抜擢され、開業から7年間の立ち上げに携わった。
1998年に同旅館を退職、同市上三宮町の古屋敷を借用し開いた料理店が「ふるさと懐石　志ぐれ亭」である。

### 法人化
店舗として利用していた古屋敷の契約期限に合わせて事業を展開するべく、2005年3月に帰郷した創業者の三男志村秀実を代表取締役として10月20日に「有限会社　志ぐれ亭」として法人化。2009年「株式会社　志ぐれ亭」に名称変更。

### 仮店舗
新店舗建設を計画するが資金繰りと申請諸手続きの難航から契約期限に間に合わず、2007年建築を依頼していた有限会社蟹巻林業がかつて同市熊倉町雄国に経営していた蕎麦屋「風林」の建物を利用し、約1年間の仮店舗を経営した。

### 店舗移転
2008年11月20日、同市上三宮町に西会津町から古屋敷を移築・再生した新店舗が完成し営業を開始。以前は料理店のみの営業であったが、新店舗には二室の宿泊室を設け、一日二組限定の旅館としても営業を開始。

### 年譜
- 1990年 - 志村和子が喜多方市上三宮町に創業。
- 2005年 - 有限会社志ぐれ亭として法人化。
- 2007年 - 熊倉町の仮店舗に移転。
- 2008年 - 上三宮町に新店舗完成、移転、旅館業も開始。
- 2009年 - 株式会社志ぐれ亭に名称変更。

## ふるさと懐石とは
懐石料理を基本としながら、地物の野菜をふんだんに使い、郷土料理を程よく織り交ぜながら、親しみやすい形態で料理を提供したいとの特徴を表す造語としてふるさと懐石の名称が用いられた。平仮名の「ふるさと」は志ぐれ亭の一貫したコンセプトでもある。

## 志ぐれ亭の名称の由来
志ぐれ亭の名称は、創業者の志村和子が学生時代に書籍からその生き様に感銘を受けた北の政所の晩年の居室京都高台寺の茶室「時雨亭」に由来する。北の政所を慕って多くの武人・茶人・文化人が訪れたという逸話から、誰もが心安らげて時間をすごすことが出来る空間を提供したいとの想いから名称を決め、自身の姓の一字を取り志ぐれ亭と名づけた。

## 志ぐれ亭の特徴
古屋敷をほぼそのままの民家の形態で移築再生した店舗でありながらあまり民芸的な色を出し過ぎることなく適度なバランスを取ることが心がけられている。料理は日本料理、郷土料理の各々の料理人の料理と、職人の手打ち蕎麦を組み合わせ「ふるさと懐石」として提供される。
ランチ的な昼膳、コース料理の懐石料理、五十日、食い初め、初節句や節句祝い、還暦・喜寿・米寿・傘寿・白寿・賀寿などの祝いの席、結納の席、法要法事や神道の御霊祭りなどの席も提供している。